# 水橋文美江
水橋文美江（1964年1月15日—），日本知名女編劇，石川縣出身。代表作有《夏子的酒》、《東京仙履奇緣》、《千面女郎》、《我們都是新鮮人》、《與光同行》、《小螢的青春》和電影《冷靜與熱情之間》等。

## 經歷
水橋畢業自石川縣立金澤錦丘高校。中學時期，因班導的推薦，進入石川縣兒童文化協會的兒童劇團，並自此開始創作短篇劇本。
1991年，因參加富士電視台舉辦的第3回富士電視台青年劇本大獎徵選，而進入電視圈從事編劇正職。1994年，因和久井映見主演的電視劇《夏子的酒》播出而開始受到關注。其後，編寫多部話題電視劇而成為日本知名編劇之一。
2019年，首次編寫NHK晨間劇《緋紅》。

## 個人生活
1996年8月8日，和曾執導《一個屋簷下》、《沉睡的森林》等知名電視劇的富士電視台導演中江功結婚。

## 編劇作品

### 電視劇
- 葡萄が目にしみる（1991年，富士電視台）
- 世界奇妙物語（1992年）
  - 「タイムスクーター」
  - 「19XX」
  - 「人格改造ドリンク」
- 再一次再見（日语：さよならをもう一度 (テレビドラマ)）（1992年，富士電視台）
- ビーナスハイツ（1992年，毎日放送、TBS電視台）
- 夏子的酒（1994年，富士電視台）
- 東京仙履奇緣（1994年，富士電視台）
- 他日再相逢（日语：いつかまた逢える）（1995年，富士電視台）
- 醜小鴨（日语：みにくいアヒルの子 (テレビドラマ)）（1996年，富士電視台）
- 理想與友情（日语：僕が僕であるために (テレビドラマ)）（1997年，富士電視台）
- 千面女郎（1997年，朝日電視台）
- 獵男高手（日语：ボーイハント）（1998年，富士電視台）
- 太陽不西沉（日语：太陽は沈まない）（2000年，富士電視台）
- 幸福的尾巴（日语：しあわせのシッポ）（2002年，TBS電視台）
- 綠色聖誕節（日语：緑のクリスマス）（2002年，NHK）
- 我們都是新鮮人（2003年，富士電視台）
- 與光同行（2004年，日本電視台）
- 我們都曾經是小孩子（日语：みんな昔は子供だった）（2005年，關西電視台）
- SP 松本清張・黒い樹海（2005年，富士電視台）
- 神不擲骰子（日语：神はサイコロを振らない〜君を忘れない〜）（2006年，日本電視台）
- 小螢的青春（2007年，日本電視台）
- 老師真偉大！（日语：先生はエライっ!）（2008年，日本電視台）
- 改造老師大作戰（2008年，日本電視台）
- 三角效應（2009年，關西電視台）
- 工作狂媽媽！（日语：働くゴン!）（2009年，日本電視台）
- 小螢的青春2（2010年，日本電視台）
- 白色沙灘旁的鶴龜助產院（2012年，NHK）
- 合宿的戀人（2013年，日本電視台）
- SP 三面記事の女たち -愛の巣-（2015年，富士電視台）
- 早子老師，要結婚是真的嗎？（2017年，富士電視台）
- 成為母親（2017年，日本電視台）
- 三日月（2019年，NHK）
- 緋紅（2019年，NHK晨間劇） [3]
- ＃遠距戀愛～普通戀愛是邪道～（2020年，日本電視台）

### 電影
- 新・同棲時代（1991年，松竹）
- バースデイプレゼント（1995年，東寶）
- 冷靜與熱情之間（2001年，東寶）
- sugar&spice~風味絕佳（日语：シュガー&スパイス 風味絶佳）（2006年，東寶）
- Rock～（日语：ロック～わんこの島～）（2011年，東寶）
- 魚乾女又怎樣：羅馬假期（2012年，東寶）